# Manual del combatiente por la libertad

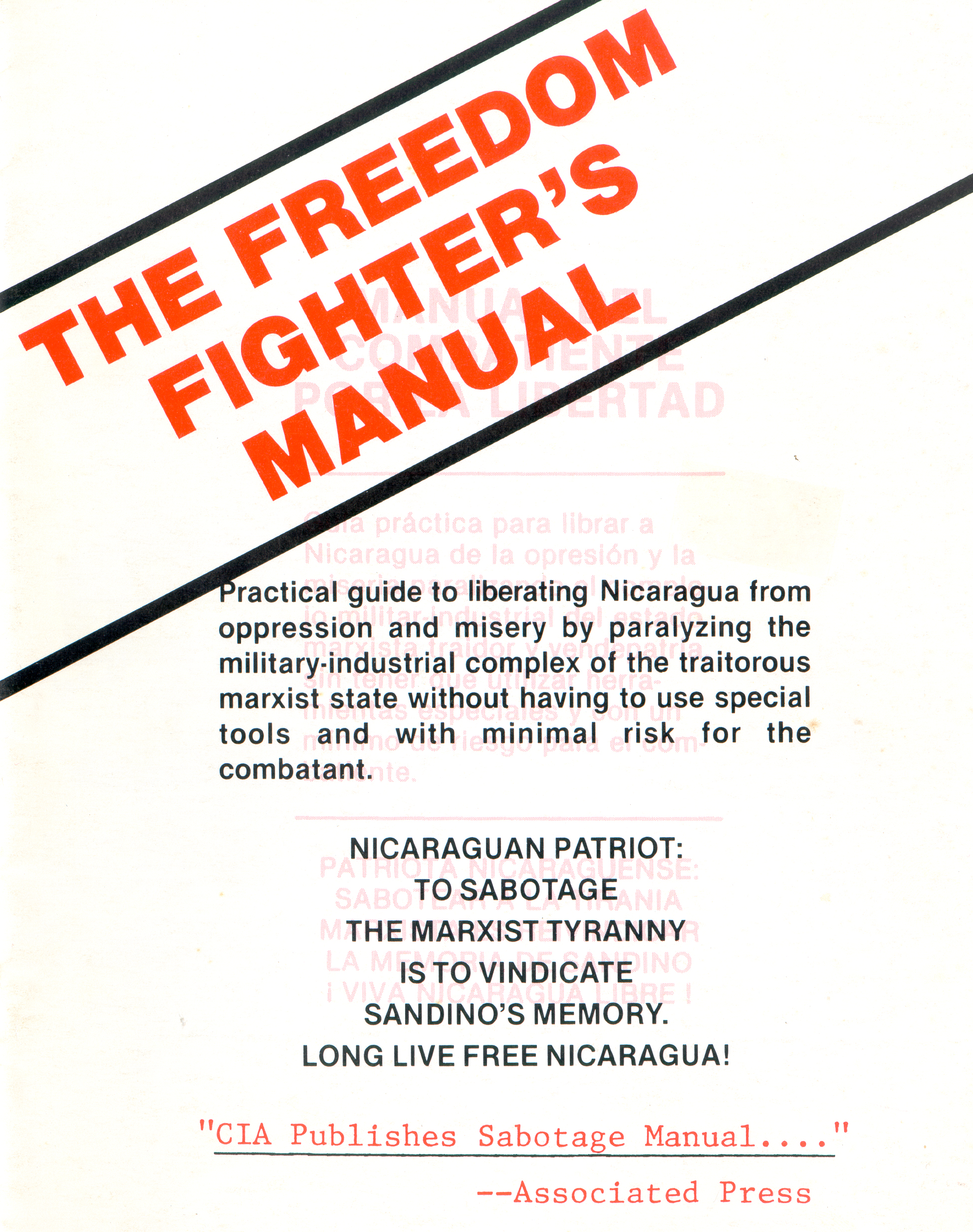
Portada del manual en su versión en inglés

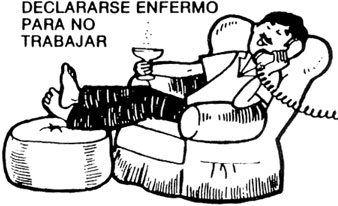
Dibujo donde se muestra a un hombre el cual se reporta innecesariamente enfermo para no ir a trabajar.

El Manual del combatiente por la libertad (en inglés: The Freedom Fighter's Manual) es un folleto de propaganda de 15 páginas que fue fabricado por la Agencia Central de Inteligencia de los Estados Unidos y lanzado desde el aire sobre Nicaragua en 1983, con el objetivo declarado de proporcionar una "Guía práctica para librar a Nicaragua de la opresión y la miseria paralizando el complejo industrial-militar del estado marxista traidor". El manual explica varios métodos por los cuales el ciudadano promedio podría provocar disturbios y otros actos de desobediencia civil. Un combatiente de la Contra le dio el manual a un reportero estadounidense en Honduras en 1984.
La publicación describe muchas formas en las que el ciudadano promedio podría interrumpir el funcionamiento diario del gobierno. Comienza con acciones que requieren poco o ningún riesgo, como esconder o destruir herramientas importantes, llamar para declarar que no pueden ir a trabajar por estar enfermos y dejar las luces y los grifos encendidos. Luego avanza para dar instrucciones a las personas para que roben alimentos al gobierno, liberen ganado de las cooperativas agrícolas, realicen informes falsos de incendios y delitos y corten las líneas telefónicas. También hay instrucciones para desactivación de vehículos y diagramas detallados que muestran cómo hacer cocteles Molotov y usarlos para bombardear estaciones de policía.

## Galería
|                                                                                   |
| Página instruyendo sobre telefonear a hoteles para realizar reservaciones falsas. |

|                                                                |
| Instrucciones sobre dejar el grifo abierto y la luz encendida. |

|                                                                                                |
| Instrucciones sobre cómo preparar un cóctel molotov y usarlo contra las estaciones de policía. |

|                                                                 |
| Instrucciones para la desactivación de autos utilizando clavos. |

|                                                                          |
| Instrucciones de sabotaje de líneas telefónicas y de sistemas de alarma. |

|                                                       |
| Instrucciones para realizar un incendio con fósforos. |